# Bahnhof Berlin Treptower Park
Der Bahnhof Berlin Treptower Park ist ein Bahnhof im Berliner Ortsteil Alt-Treptow des Bezirks Treptow-Köpenick. Er ist Kreuzungsbahnhof zwischen der Ringbahn und der Vorortstrecke der Görlitzer Bahn. Er dient heute dem Verkehr der Berliner S-Bahn.

## Lage und Aufbau

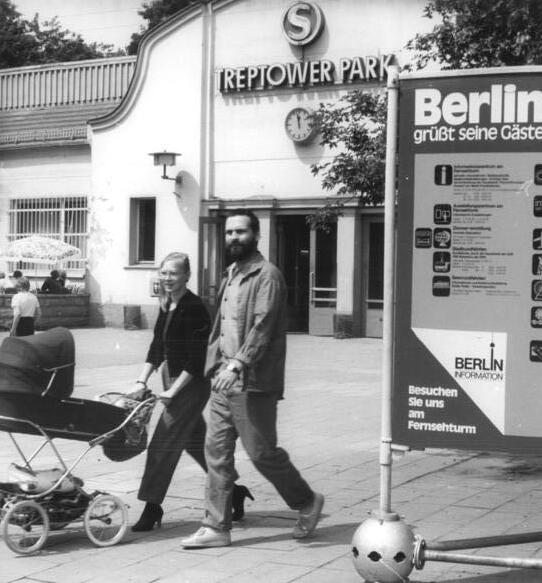
Ostausgang zum Treptower Park, Juli 1985

Der Bahnhof befindet sich westlich des Treptower Parks parallel zum Straßenzug Elsenstraße / An den Treptowers. Jenseits der Elsenstraße liegt das denkmalgeschützte und seit 2012 mit Kunst am Bau (Riesenblumen) ausgestattete Ärztehaus Treptow gegenüber. Im Norden schließt die Ringbahnbrücke Oberspree an die Gleise an, im Süden die Überführung über die Puschkinallee.
Der Bahnhof verfügt über zwei Mittelbahnsteige A und B für die S-Bahn, wobei die jeweils äußeren Gleise an den Ringbahngleisen liegen, die inneren an den Vorortgleisen der Görlitzer Bahn. Die Bahnsteige sind komplett überdacht. Die Bahnsteigabgänge befinden sich am südlichen Bahnsteigende beziehungsweise auf mittlerer Höhe. Letztere sind zusätzlich mit je einem Aufzug ausgestattet.
Beide S-Bahnsteige sind als zwei von 20 sogenannten Stammbahnhöfen der Berliner S-Bahn mit einer örtlichen Aufsicht besetzt.
Am nach Süden führenden S-Bahnsteig erfolgt die Zugabfertigung durch den Triebfahrzeugführer mittels Führerraum-Monitor (ZAT-FM).

## Geschichte

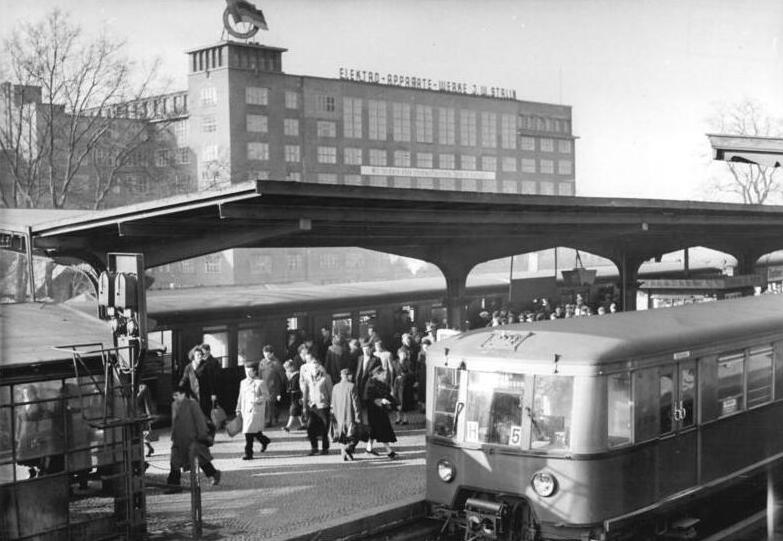
S-Bahnhof Treptower Park, November 1958

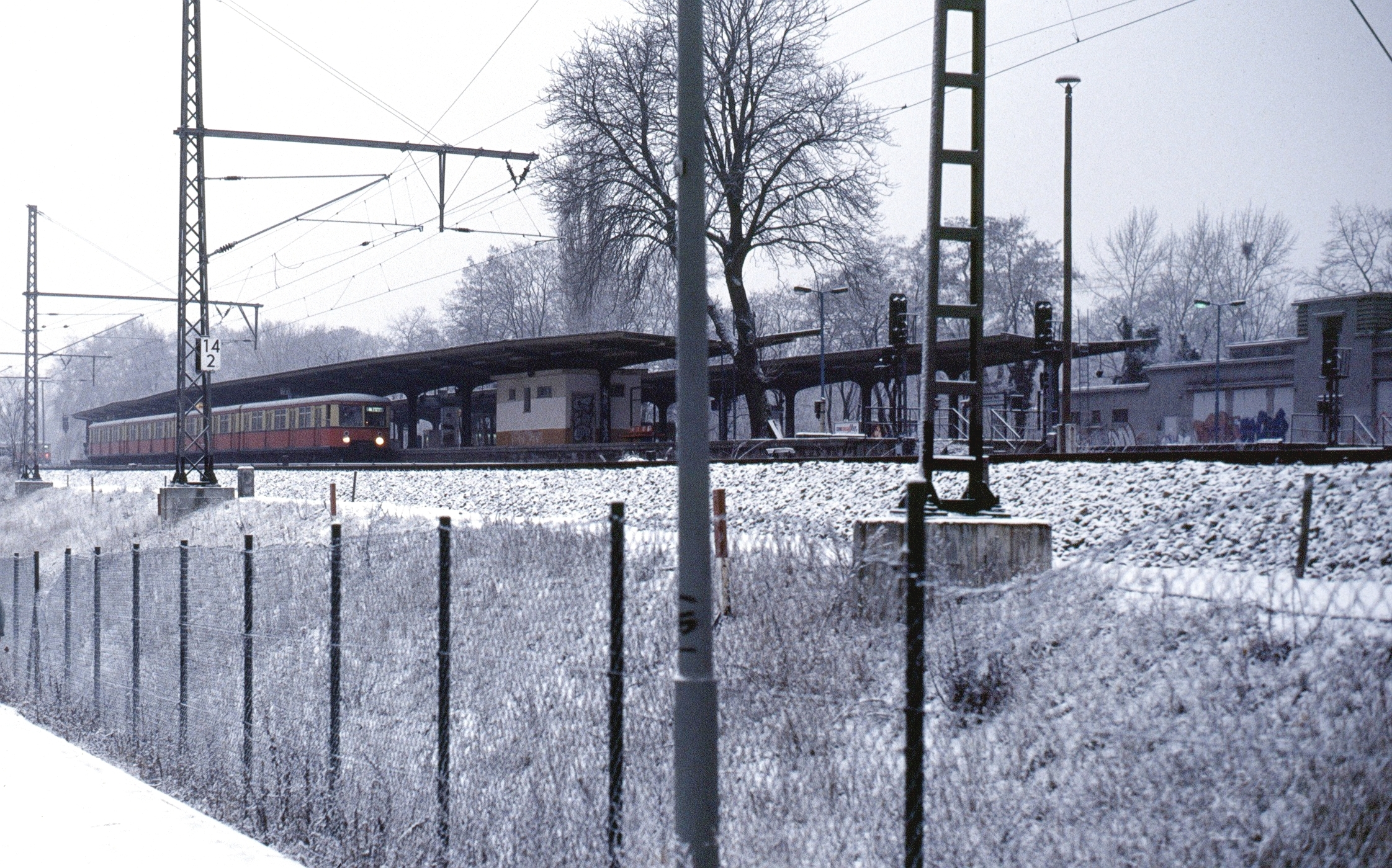
Die beiden Bahnsteige mit einem Halbzug der Baureihe 477, davor die mit Oberleitung überspannten Ferngleise, Dezember 1994

Der erste Bahnhof an Stelle des heutigen S-Bahnhofs wurde am 1. Februar 1875 unter dem Namen Treptow in Betrieb genommen. Er umfasste zwei Seitenbahnsteige mit ebenerdigem Übergang an der damals noch zweigleisigen Ringbahn. Am 1. Oktober 1885 ging südlich des Bahnhofs der äußere Görlitzer Anschluss zwischen den Abzweigstellen Vga an der Ringbahn und Vtw an der Görlitzer Bahn in Betrieb. Er diente sowohl dem Güterverkehr zur Ringbahn als auch dem Personenverkehr zur Stadtbahn, auf die ab 1886 die bisher den Görlitzer Bahnhof anfahrenden Fernzüge geleitet wurden. 1888 wurden die Seitenbahnsteige durch einen Mittelbahnsteig mit Personentunnel ersetzt und ein Empfangsgebäude an der Elsenstraße in Betrieb genommen. Das Empfangsgebäude ähnelte im Aufbau denen der anderen Ringbahnhöfe.
Das Preußische Abgeordnetenhaus beschloss am 10. Mai 1890 ein Gesetz zum Ausbau der Bahnanlagen im Bereich Treptow. Neben dem viergleisigen Ausbau der Ringbahn zwischen Stralau-Rummelsburg und Rixdorf war der Bau einer zusätzlichen zweigleisigen Verbindung zwischen Vga und Vtw für den Personenverkehr vorgesehen. Dieser Anschluss zweigte ebenerdig aus der Ringpersonengleisen nach Westen ab und unterführte anschließend die Ringbahn. Der alte äußere Görlitzer Anschluss diente weiterhin dem Güterverkehr. Für die 1896 anstehende Berliner Gewerbeausstellung wurde das Gesetzesvorhaben um den Bau eines zweiten Mittelbahnsteigs und eines Ausstellungsbahnhofs an der Görlitzer Bahn ergänzt. Der neue Bahnsteig B lag zwischen den neu errichteten Gütergleisen und war über zwei Weichenverbindungen an den Abzweigstellen Vga und Slb (bei Stralau-Rummelsburg) mit den Personengleisen verknüpft. Während der Ausstellung fuhren die Ringpersonenzüge ausschließlich den neuen Bahnsteig B an, während der alte Bahnsteig A den Personenzügen der Relation Stadtbahn – Görlitzer Bahn vorbehalten war. Danach wurde der Verkehr beider Strecken überwiegend über Bahnsteig A abgewickelt, lediglich an Sonntagen des Sommerfahrplans mussten beide Bahnsteige genutzt werden.
Zwischen 1903 und 1906 wurde die südlich verlaufende Görlitzer Bahn mit einem Gleispaar für Vorortzüge versehen. Da der Görlitzer Bahnhof einerseits ungenügende Kapazitäten zur Aufnahme der Züge hatte, andererseits eine Fortführung der Züge ins Stadtinnere von Berlin nicht erfolgen konnte, wurden die Vorortgleise am Bahnhof Treptow aus der Ringbahn ausgefädelt. Die 1896 errichtete Verbindung Vga – Vtw ging in der Neubaustrecke auf. Da zwischen Treptow und Stralau-Rummelsburg weiterhin nur vier Gleise zur Verfügung standen, wurde der gesamte Knoten zwischen 1907 und 1921 umfassend erweitert. Zunächst wurde die niveaufreie Trennung bei Vga aufgehoben und die Ringpersonengleise auf die Außenseite der Vorortgleise gelegt, sodass Richtungsbetrieb an beiden Bahnsteigen möglich war. Der Güterverkehr erhielt ein neues Gleispaar östlich der Bahnsteige. Zwischen 1914 und 1921 wurde dann die nördlich anschließende Spreebrücke um einen weiteren Brückenzug auf sechs Gleis erweitert.
Im Jahr 1924 begann die Elektrifizierung der Berliner Stadt-, Ring- und Vorortbahnen, am 6. November 1928 gingen die elektrifizierten Ringbahngleise von Neukölln nach Treptow sowie die Südringkurve nach Warschauer Straße in Betrieb. Am 1. Februar 1929 folgten die Gleise zum Nordring sowie die Görlitzer Vorortbahn bis Baumschulenweg. Nordwestlich der Bahnsteige ging das nach Plänen von Reichsbahn-Architekt Richard Brademann entworfene Unterwerk Treptow in Betrieb. Seit 3. Oktober 1937 heißt der Bahnhof Treptower Park.
Während des Zweiten Weltkriegs kam es zur Zerstörung des Empfangsgebäudes und Beschädigung der Spreebrücken. Der Zugverkehr kam im April 1945 zum Erliegen und wurde ab Juni 1945 wieder aufgenommen. Die ersten Züge mit Halt in Treptower Park verkehrten über die Ringbahn nach Neukölln. Im Februar 1946 konnten dann die Anschlüsse über die Spree sowie in Richtung Baumschulenweg wieder in Betrieb genommen werden.

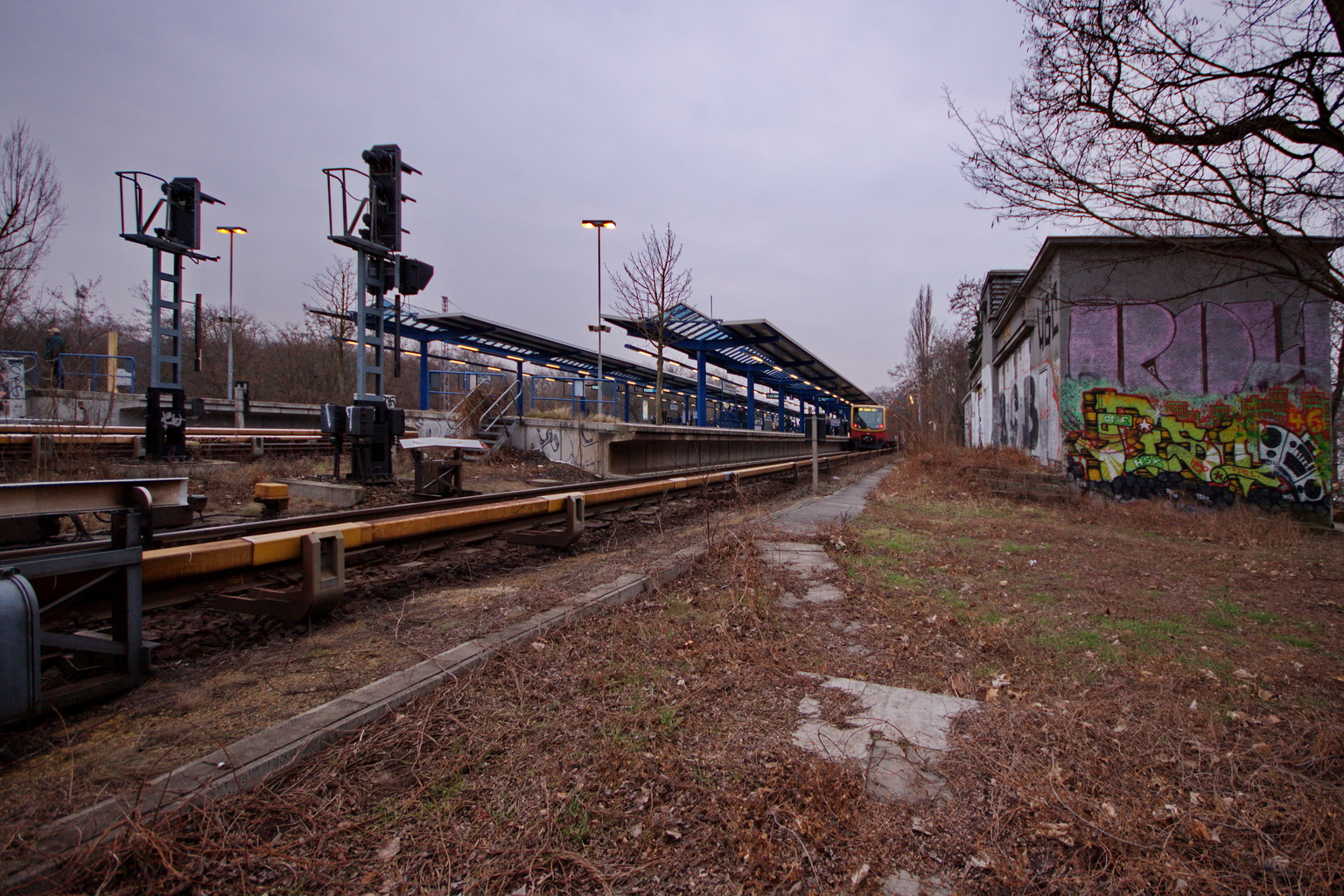
Blick von der Spreebrücke auf die Bahnsteige und das Unterwerk Treptow, Februar 2009

Seit 26. Mai 1952 verstärkte die DDR die Grenzkontrollen für Reisende in Richtung West-Berlin. Da die Ringbahn zwischen Treptower Park und Sonnenallee auf ihrem Weg nach Neukölln die Sektorengrenze überschritt, wurden ab Februar 1953 südlich des Bahnhofs an den Ringgleisen Behelfsbahnsteige eingerichtet. Die Bahnsteige gingen jedoch nie in Betrieb, so dass die Kontrollen während des Aufenthalts in Treptower Park stattfanden. Mit dem Mauerbau am 13. August 1961 wurde die Verbindung nach West-Berlin unterbrochen und die Züge in Richtung Süden ausschließlich auf die Görlitzer Bahn geleitet. Die nicht genutzten Gleisanlagen wurden bei der Erneuerung der Brückenbauwerke im Kreuzungsbereich von Görlitzer- und Ringbahn bis 1981 weitestgehend zurückgebaut.
Am 31. Juli 1972 fuhr eine aus Richtung Plänterwald kommende S-Bahn auf eine vor dem Bahnhof Treptower Park am Einfahrsignal haltende andere S-Bahn auf. Dabei wurden fünf Personen leicht verletzt.
Mit der deutschen Wiedervereinigung stand auch der Lückenschluss zwischen Treptower Park und Sonnenallee zur Debatte. Das Vorhaben konnte jedoch erst zum 18. Dezember 1997 umgesetzt werden, da einerseits die Gleisverbindungen am Treptower Park wiederhergestellt werden mussten, andererseits die Ringbahntrasse und die geplante Verlängerung der Stadtautobahn A 100 sich nicht gegenseitig behindern sollten. Der Bahnhof Treptower Park wurde zuvor zwischen August 1995 und August 1997 saniert und behindertengerecht ausgebaut.

## Anbindung
Der S-Bahnhof ist Umsteigepunkt zwischen den Zügen der Ringbahn in Richtung Ostkreuz und Neukölln sowie den über die nördlich ausfädelnde Verbindungskurve zum S-Bahnhof Warschauer Straße (und weiter zur Stadtbahn) und den über die Görlitzer Bahn verkehrenden Linien in Richtung Baumschulenweg. Die Bahnsteige werden im Richtungsbetrieb befahren, Bahnsteig A dient den Zügen in Richtung Neukölln und Baumschulenweg, Bahnsteig B den Zügen nach Ostkreuz.
Es bestehen Umsteigemöglichkeiten zwischen den Linien S41, S42, S8, S85 und S9 der S-Bahn Berlin sowie zu mehreren Omnibuslinien der Berliner Verkehrsbetriebe. Bis zum 2. Januar 1952 bestand zusätzlich ein Anschluss an die Straßenbahn.
| Linie | Verlauf | Takt in der HVZ |
| ----- | --- | --------------- |
| ↻ ↺   | Gesundbrunnen – Schönhauser Allee – Prenzlauer Allee – Greifswalder Straße – Landsberger Allee – Storkower Straße – Frankfurter Allee – Ostkreuz – Treptower Park – Sonnenallee – Neukölln – Hermannstraße – Tempelhof – Südkreuz – Schöneberg – Innsbrucker Platz – Bundesplatz – Heidelberger Platz – Hohenzollerndamm – Halensee – Westkreuz – Messe Nord/ZOB – Westend – Jungfernheide – Beusselstraße – Westhafen – Wedding – Gesundbrunnen                             | 5 min           |
|       | Birkenwerder – Hohen Neuendorf – Bergfelde – Schönfließ – Mühlenbeck-Mönchmühle – Blankenburg – Pankow-Heinersdorf – Pankow – Bornholmer Straße – Schönhauser Allee – Prenzlauer Allee – Greifswalder Straße – Landsberger Allee – Storkower Straße – Frankfurter Allee – Ostkreuz – Treptower Park – Plänterwald – Baumschulenweg – Schöneweide – Johannisthal – Adlershof – Grünau (– Eichwalde – Zeuthen – Wildau)                                                        | 20 min          |
|       | Frohnau – Hermsdorf – Waidmannslust – Wittenau (Wilhelmsruher Damm) – Wilhelmsruh – Schönholz – Wollankstraße – Bornholmer Straße – Schönhauser Allee – Prenzlauer Allee – Greifswalder Straße – Landsberger Allee – Storkower Straße – Frankfurter Allee – Ostkreuz – Treptower Park – Plänterwald – Baumschulenweg – Schöneweide (– Johannisthal – Adlershof – Grünau) | 20 min          |
|       | Spandau – Stresow – Pichelsberg – Olympiastadion – Heerstraße – Messe Süd – Westkreuz – Charlottenburg – Savignyplatz – Zoologischer Garten – Tiergarten – Bellevue – Hauptbahnhof – Friedrichstraße – Hackescher Markt – Alexanderplatz – Jannowitzbrücke – Ostbahnhof – Warschauer Straße – Treptower Park – Plänterwald – Baumschulenweg – Schöneweide – Johannisthal – Adlershof – Altglienicke – Grünbergallee – Schönefeld (bei Berlin) – Waßmannsdorf – Flughafen BER | 20 min          |